# Schönberggruppe
Die Schönberggruppe ist der westlichste Abschnitt des Toten Gebirges und Teil der Nördlichen Kalkalpen. Der Schönberg ist mit 2093 m ü. A. der namengebende Hauptgipfel. Im Westen wird die Schönberggruppe durch das Trauntal begrenzt. Im Osten bildet eine geologisch bedingte tiefe Einbruchsfurche die Grenze zur zentralen Prielgruppe. Diese als Wildenseelinie bezeichnete tektonische Störung verläuft vom Altausseer See über den Hochklapfsattel zum Wildensee und weiter über den Rinnerboden zum Offensee.
Wichtige Talorte sind Bad Ischl, Bad Goisern und Altaussee.

## Gipfel
| Gipfel         | Seehöhe [m ü. A.] |
| -------------- | ----------------- |
| Schönberg      | 2093              |
| Rinnerkogel    | 2012              |
| Bräuningzinken | 1899              |
| Hohe Schrott   | 1839              |
| Loser          | 1837              |

## Tourismus und Erschließung
Die Gruppe gehört zur Region Salzkammergut. Skigebiete liegen beim Loser in Altaussee.